# Vitória (beisebol)
No beisebol, é creditada uma vitória a um arremessador da equipe vencedora. Tal arremessador é normalmente o que está jogando no momento em que a equipe toma a liderança final da partida. Há duas raras exceções a esse princípio geral:
1. Um arremessador titular deve arremessar por pelo menos cinco entradas para receber crédito pela vitória, a menos que o jogo vá a apenas cinco entradas (neste caso, ele deve arremessar pelo menos quatro) ou ele esteja numa partida amistosa (como o Jogo das Estrelas) que tenha regras restringindo a duração de sua aparição.
2. A vitória pode ser negada a um arremessador reserva se ele é “ineficaz em uma curta aparição”.

Neste caso excepcional, o anotador oficial pode determinar qual arremessador reserva subseqüente merece crédito pela vitória — geralmente o imediato.